# 603
Évszázadok: 6. század – 7. század – 8. század
Évtizedek: 550-es évek – 560-as évek – 570-es évek – 580-as évek – 590-es évek – 600-as évek – 610-es évek – 620-as évek – 630-as évek – 640-es évek – 650-es évek
Évek: 598 – 599 – 600 – 601 –  602 – 603 – 604 – 605 – 606 – 607 – 608

## Események

### Európa
- Tavasszal a vizigót hadak vezére, Witteric a bizánciak helyett a főváros ellen vonul és megdönti a 20 éves II. Liuva uralmát. Liuvának előbb levágatja a jobb kezét, hogy alkalmatlanná tegye az uralkodásra, majd végül kivégezteti.
- Agilulf longobárd király szláv törzsek segítségével elfoglalja és kifosztja Cremonát. Ezután elfoglalja Mantovát és továbbra is ostrom alatt tartja a lázadó Padovát.
- Áedán mac Gabráin, a gael Dál Riata királya nagy sereggel rátámad a terjeszkedő szász Æthelfrithre, Bernicia királyára, de a degsastani csatában döntő vereséget szenved.
- Utoljára említik a római szenátust, amikor az elismeri Phókasz császár uralmát.
- Offo ír szerzetes megalapítja a schutterni kolostort (ma Friesenheim Németországban)

### Közép-Ázsia
- A Göktürk Birodalomban a törzsek fellázadnak Tardu kagán ellen és valószínűleg megölik. Az eddig is kétfelé tendáló állam végleg két részre szakad: az erős kínai hatás alatt álló Keleti Türk Kaganátusban Jami, a Nyugati Kaganátusban Niri jut hatalomra.

### Japán
- Sótoku régensherceg kínai és koreai mintára 12 fokozatú rangrendszert vezet be az udvarnál, ahol a rangokat különböző fejfedőkkel jelzik.

## Születések
- március 23. – K'inich Janaab' Pakal, a maja Palenque királya

## Halálozások
- II. Liuva, vizigót király
- Tardu, türk kagán

## Fordítás
- Ez a szócikk részben vagy egészben  a(z)   603 című angol Wikipédia-szócikk ezen változatának fordításán alapul.  Az eredeti cikk szerkesztőit annak laptörténete sorolja fel. Ez a jelzés csupán a megfogalmazás eredetét és a szerzői jogokat jelzi, nem szolgál a cikkben szereplő információk forrásmegjelöléseként.